# Mad Caddies
Mad Caddies er et ska og punk band. Gruppen har dog siden deres opblomstring i midt-90'erne set stort på eksisterende musikalske navneskilte, og runder gerne – og ofte – genrer som rockabilly, country, roots og blues, når de da ikke lige tager en omgang hjerneblæst Dixieland-jazz op af golftasken og tilfører det en ordentlig mængde trutteri fra den medbragte hornsektion.
Mad Caddies blev dannet i Santa Barbara-området tilbage i midten af 80'erne. Oprindeligt hed de Ivy League, hvilket de dog blev trætte af, da de ofte blev sammenblandet med gruppen Operation Ivy. De skiftede derfor til det nuværende navn i 1996.
Året efter udsendte de albummet 'Quality Soft Core', der blev fulgt af 'Duck & Cover' i 1998 og EP'en 'The Holiday Has Been Cancelled' i 2000. Sidstnævnte indeholdt bl.a. en coverversion af ABBA-sangen 'S.O.S.'.
Umiddelbart efter albummet 'Rock the Plank' i 2001 foretog gruppen et par rokeringer, der dog ikke ændrede det store ved den lyd, som man bl.a. har kunnet høre på 'Just One More' fra 2003.
Senest har gruppen udsendt live-albummet 'Live From Toronto: Songs in the Key of Eh' i 2004.

## Diskografi

### Albums
- 1997: Quality Soft Core
- 1998: Duck & Cover
- 2000: The Holiday Has Been Cancelled
- 2001: Rock the Plank
- 2003: Just One More
- 2004: Live From Toronto: Songs in the Key of Eh
- 2007: Keep It Going
- 2014: Dirty Rice
- 2018: Punk Rocksteady

## Weblinks
- Wikimedia Commons har flere filer relateret til Mad Caddies